# Petit-Rechain
Petit-Rechain is een plaats en deelgemeente van de Belgische gemeente Verviers. Petit-Rechain ligt in de Waalse provincie Luik en was tot 1 januari 1977 een zelfstandige gemeente.

## Geschiedenis
Tot de opheffing van het hertogdom Limburg hoorde Petit-Rechain tot de Limburgse hoogbank Herve. Net als de rest van het hertogdom werd Petit-Rechain bij de annexatie van de Zuidelijke Nederlanden door de Franse Republiek in 1795 opgenomen in het toen gevormde departement Ourthe.

## Demografische ontwikkeling
- Bronnen:NIS, Opm:1831 tot en met 1970=volkstellingen, 1976= inwoneraantal op 31 december

## Bezienswaardigheden
- De Sint-Martinuskerk
- De Pilaar

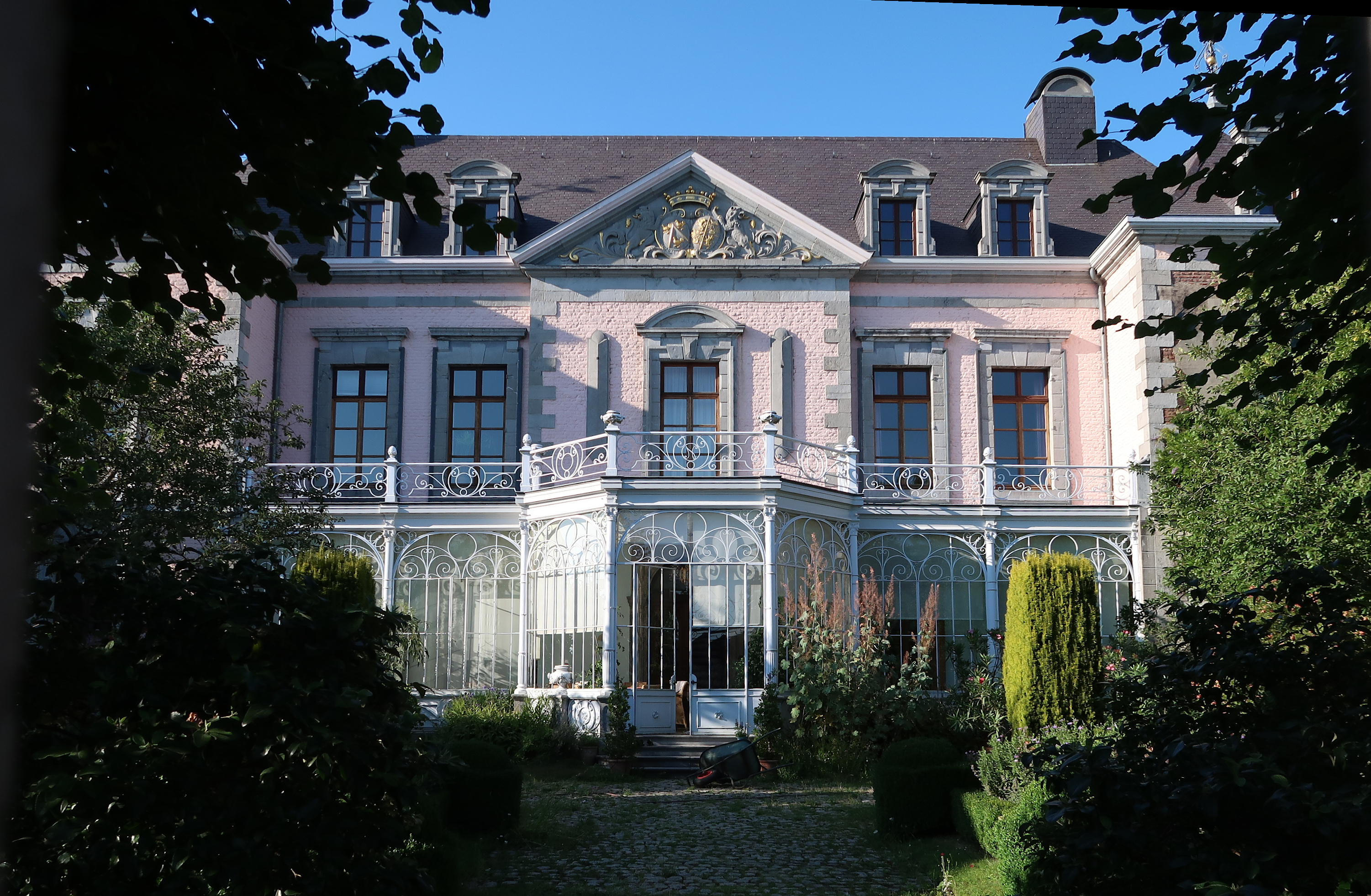
Kasteel van Rechain
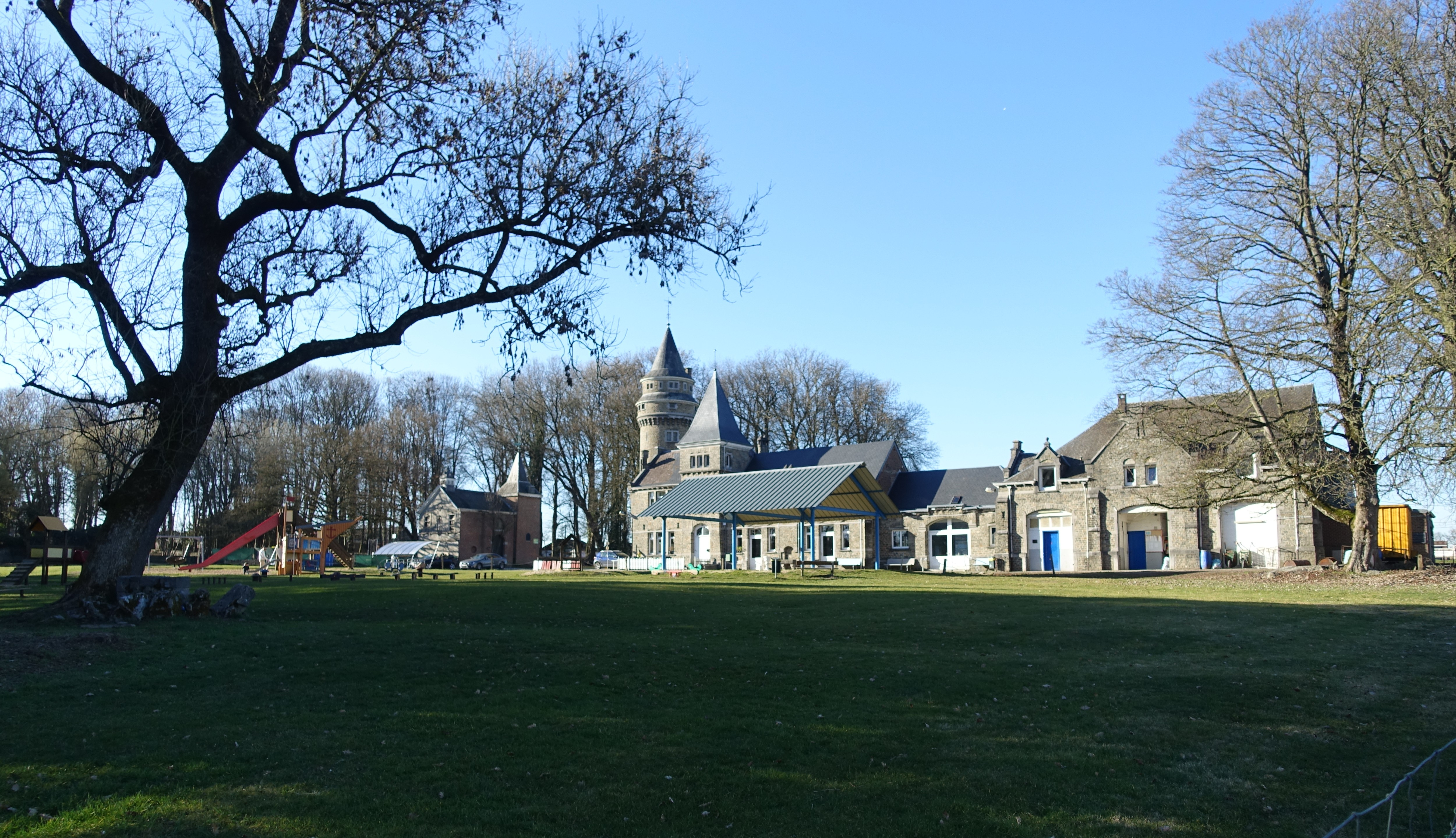
Overblijfselen van het kasteel des Tourelles met speeltuin
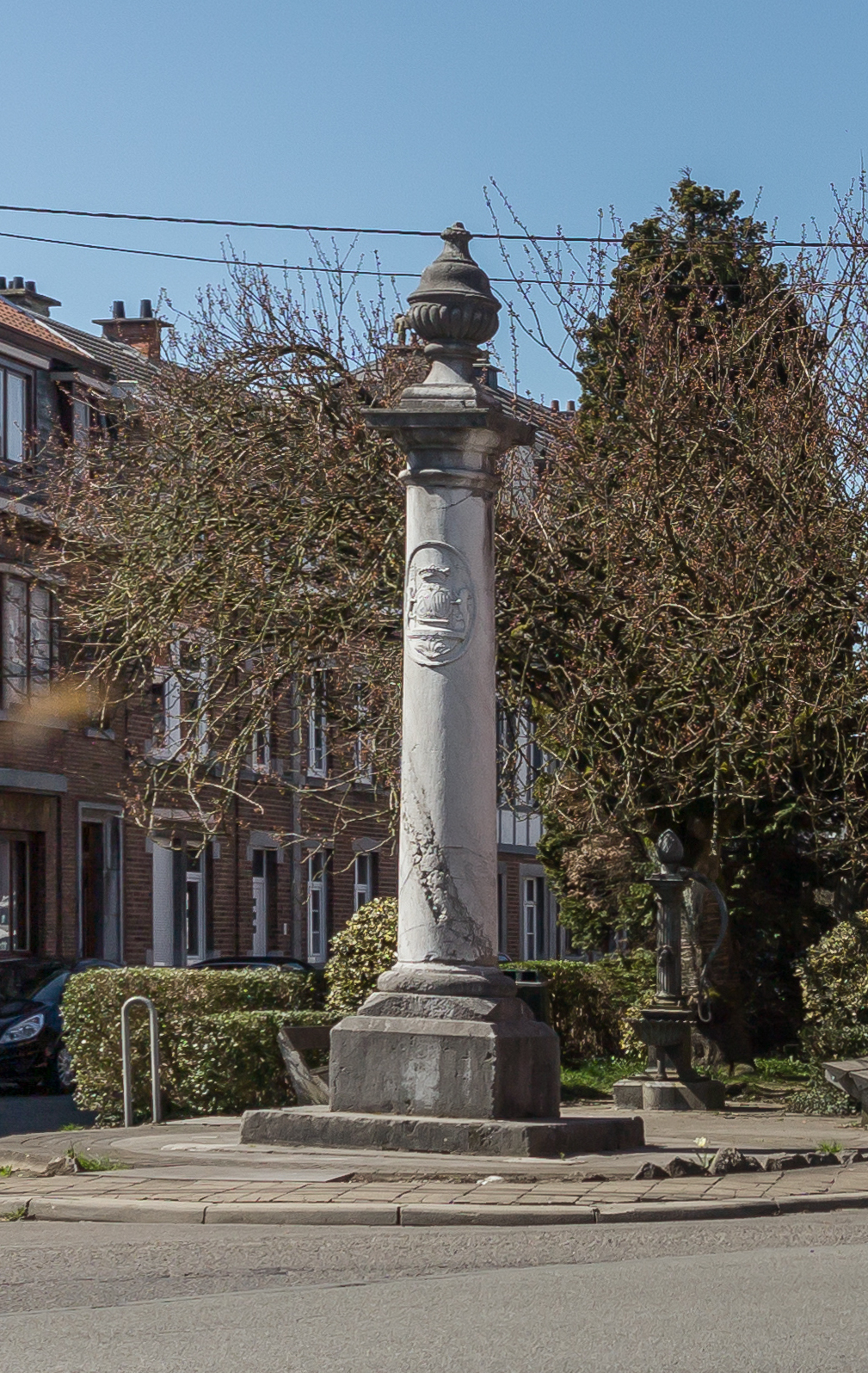
Perron (Pilaar) van Petit-Rechain

## Natuur en landschap
Petit-Rechain ligt in het Land van Herve op een hoogte van ongeveer 250 meter. Het behoort tot de agglomeratie van de stad Verviers met in het noorden een groot bedrijventerrein, in het oosten woonwijken en de autoweg A27. Tussen het verstedelijkt gebied in, en ook ten westen van de kom, is het landschap meer landelijk.

## Ufo's
Petit-Rechain kwam begin jaren negentig in de belangstelling te staan door een foto die - ter plaatse - van een onbekend vliegend voorwerp was gemaakt. Eind 1989 namen twee rijkswachters op nachtpatrouille op rijksweg N86 tussen de dorpjes Kettenis en Merols in de richting van Eynatten, een zwevend, driehoekig voorwerp waar, ter grootte 'van een voetbalveld'. Aan elk van de uiteinden van het voorwerp zat een groot pulserend wit licht en in het midden een stationair roodachtig licht (tijdens latere waarnemingen zou dit rode licht zich soms hebben 'losgekoppeld' om onafhankelijk zijn weg te vervolgen). Deze waarneming was het begin van een lange reeks van meldingen van ufo's boven België. Ook de Belgische luchtmacht werd ingeschakeld, en er bestaan rapporten van waarnemingen op radar terwijl het fenomeen optisch niet zichtbaar was. De luchtmacht stond voor een raadsel hoe een dergelijk groot object geluidloos rond zijn as kon draaien, stabiel kon blijven hangen en zich - vanuit stilstand - met ongeziene snelheid weer kon verplaatsen. Toenmalig kolonel Debrauwere verklaarde na afloop van nauwgezet onderzoek, dat er geen andere gevolgtrekking mogelijk was dan te erkennen dat het hier iets betrof 'dat niet door mensen was gemaakt'. Zelfs nu nog blijft hij bij deze conclusie zoals blijkt uit het boek "UFOs: Generals, Pilots and Government Officials Go on the Record" (2010) door de Amerikaanse onderzoekster Leslie Kean. Op 26 juli 2011 maakte de persoon die verantwoordelijk was voor de wereldberoemde foto die op 4 april 1990 te Petit-Rechain was genomen van een ufo die wat kenmerken betreft door waarnemers vaak was beschreven, echter bekend dat hij, samen met wat vrienden, een grap had uitgehaald. Van piepschuim en lampen had hij een model van een ufo gemaakt, dat hij vervolgens had gefotografeerd. Zie ook Belgische ufogolf.

## Geboren
- Laurent-Benoît Dewez (1731-1812), architect
- Pierre-Joseph David (1795-1848), volksvertegenwoordiger en industrieel
- Gustave Adolphe Fourcault (1861-1906), commandant
- Philippe Maystadt (1948-2017), politicus
- Melchior Wathelet (1949), politicus

## Nabijgelegen kernen
Grand-Rechain, Lambermont, Dison, Hodimont
Deelgemeenten: Ensival · Heusy · Lambermont · Petit-Rechain · Stembert

Overige plaatsen: Au-Bois · Beau-Vallon · Francomont · Halleur · Hodimont · Mangombroux · Tribomont (deels)

Belgische gemeenten · arrondissement Verviers · provincie Luik · Wallonië